# Anda Dimitriu
Anda Dimitriu ( n. 17 iulie 1988, Dej, Județul Cluj) este o cântăreață română care s-a remarcat la nivel național odată cu participarea la  emisiunea-concurs Vocea României, unde a ieșit pe locul doi.

## Viața
Anda Dimitriu s-a născut în 17 iulie 1988 în Dej, Județul Cluj. Dimitriu a început să cânte la vârsta de 6 ani, când a participat la concursul Tip Top Minitop. În perioada liceului aceasta a colaborat cu diverse trupe de Hip-hop. După ce a absolvit Colegiul Național "Andrei Mureșanu" din Dej, Dimitriu s-a mutat la Cluj-Napoca, unde a studiat atât Științe Economice la Universitatea Babeș-Bolyai, cât și Politehnică. Mai târziu, Dimitriu a plecat la București, unde, a colaborat cu Chill Brothers Records.

## Cariera
În 2010, Dimitriu și formația Camuflaj au lansat piesa "În jurul lumii", piesă care s-a răspândit foarte repede în mediul online. Doi ani mai târziu, în 2013, Dimitriu a colaborat cu artiști precum Pacha Man și Vescan, dar și cu trupele Alb Negru și Camuflaj pentru piesele "N-o să mă vezi" și "Campion".
În 2014, aceasta a participat la emisiunea-concurs, Vocea României, iar timbrul ei l-a cucerit instant pe Marius Moga, care i-a devenit antrenor și care a condus-o până în marea finală. Pe parcursul emisiunii, Dimitriu și-a demonstrat abilitățile vocale interpretând piese din repertoriul lui Gnarls Barkley ("Crazy"), Amy Winehouse ("Rehab"), Emeli Sandé ("My Kind of Love"), Cher ("Believe"), Monica Anghel ("Spune-mi"), Céline Dion ("All by Myself") însă, remarcabil a rămas momentul în care a pășit pe scena emisiunii alături de naistul și compozitorul Gheorghe Zamfir, interpretând împreună piesa "Lie ciocârlie" într-o variantă emoționantă. Tot în acest an, artista a colaborat cu Click pentru melodia "Anotimpuri".
După un an, pe 22 octombrie 2015, Dimitriu a lansat piesa "Pentru totdeauna". Refrenul piesei a fost inspirat din piesa trupei Iris, "Vino pentru totdeauna" Melodia s-a aflat pe podium în topul melodiilor preferate ale anului 2015.
În anul 2016, Dimitriu a colaborat cu Spike pentru piesa "O parte din mine". Versurile melodiei au fost scrise de Marian Dorobanțu și Spike.

## Discografie
- Pentru totdeauna - 2015
- O parte din mine - 2016